# Gare de Berlin Südkreuz
La gare de Berlin Südkreuz est l'une des grandes gares berlinoises reliant différents moyens de transport ferroviaires des lignes nationales (Intercity-Express, InterCity, EuroCity), des lignes régionales (Regional-Express, Regionalbahn) et le S-Bahn. Située au sud-est du quartier de Schöneberg, au carrefour des lignes ferroviaires de Berlin à Halle et de Berlin à Dresde avec le Ringbahn, la gare est construite sur l'ancien site de la station de Papestraße ouverte en 1901. Depuis la fin des années 1990, elle a été entièrement rebâtie ; elle a été remise en service le 27 mai 2006 et a été renommée gare de Südkreuz.
Comme son nom l'indique, la gare est le pôle d'échanges méridional de la ville. Il n'y a pas de connexion au métro de Berlin ; néanmoins la station est reliée au réseau de bus.

## Histoire
La gare à d'abord servi à desservir les deux lignes  Berlin-Halle et Berlin-Dresde, puis a été reliée au réseau de transport urbain de Berlin. 

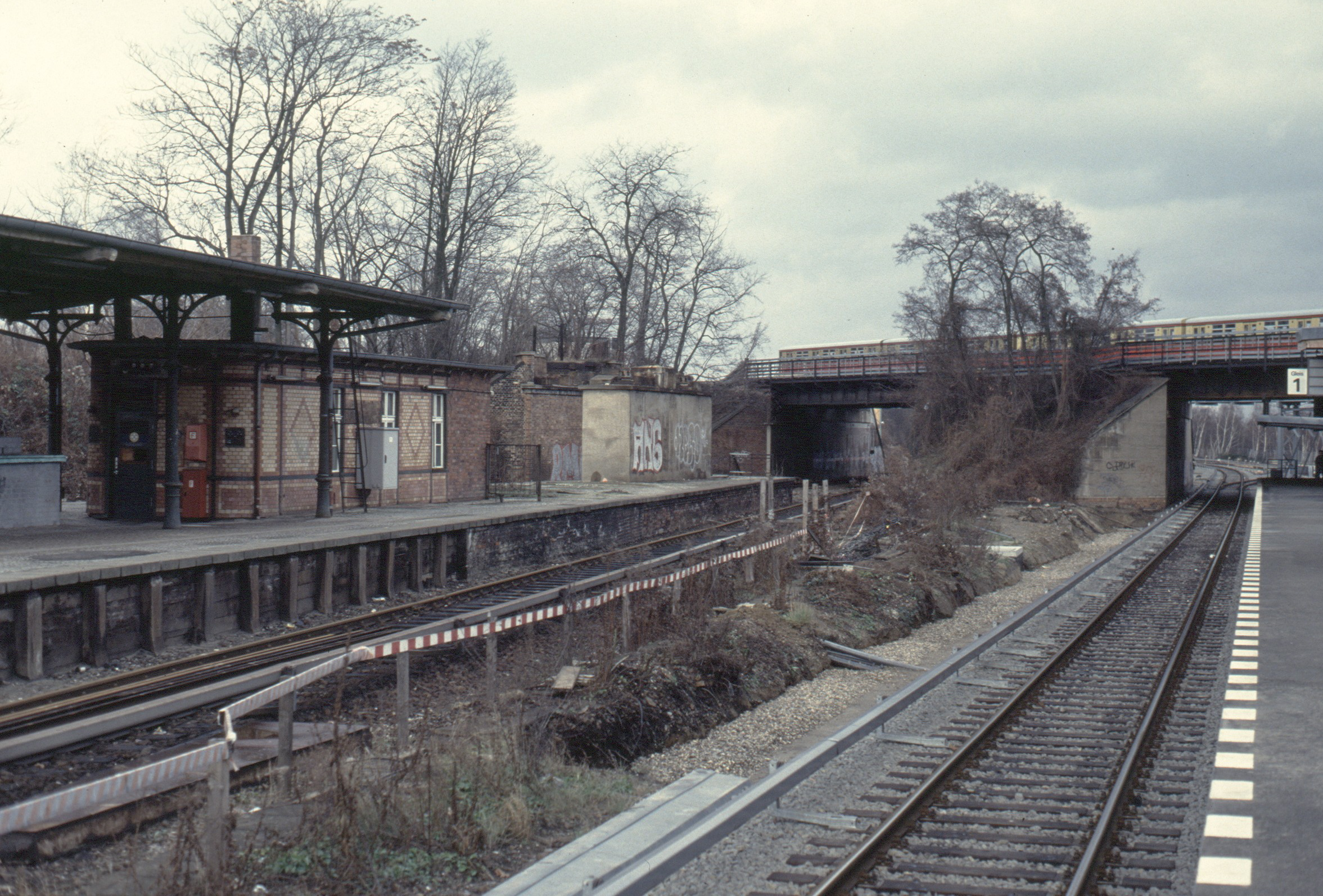
Aancienne gare de Berlin Papestraße en 1993.

La construction de la nouvelle station de transbordement fut décidée par les autorités prussiennes en 1897 et débuta en 1898 sous le nom de Bahnhof Papestraße, d'après le général Alexander von Pape. La plate-forme destinée au transport urbain fut inaugurée le 1er décembre 1901 ; elle était reliée au quai du Ringbahn (petite ceinture) au-dessus, ouvert le 1er janvier, par des tunnels et des escaliers. Un bâtiment de réception au sud du carrefour, conçu par les architectes Karl Cornelius et Waldemar Suadicani, a été achevé la même année.
Dans le cadre de la réorganisation de la ville pour le Troisième Reich (Welthauptstadt Germania), dessiné par Albert Speer, la construction d'une vaste gare du Sud était prévue à proximité de la station d'aujourd'hui. Du fait de la guerre et de la défaite de l'Allemagne nazie, le projet n'a pas été réalisé. Au nord-est des voies, le Schwerbelastungskörper, un bâtiment expérimental utilisé pour tester d'éventuels problèmes de structure, subsiste.
Après la chute du mur de Berlin et de la réunification allemande, le Ringbahn a été remis en service en 1993 et la gare récupéra sa fonction d'origine. En même temps, au cours de la réorganisation du transport
ferroviaire dans la ville, il fut décidé de construire une gare de grandes lignes qui serait le nœud pour les sud de Berlin, aussi bien pour les liaisons du S-Bahn et pour les trains régionaux. Les travaux de construction commencèrent en 1995 ; le chantier est mené en plusieurs étapes jusqu'en 2005.

## Desserte

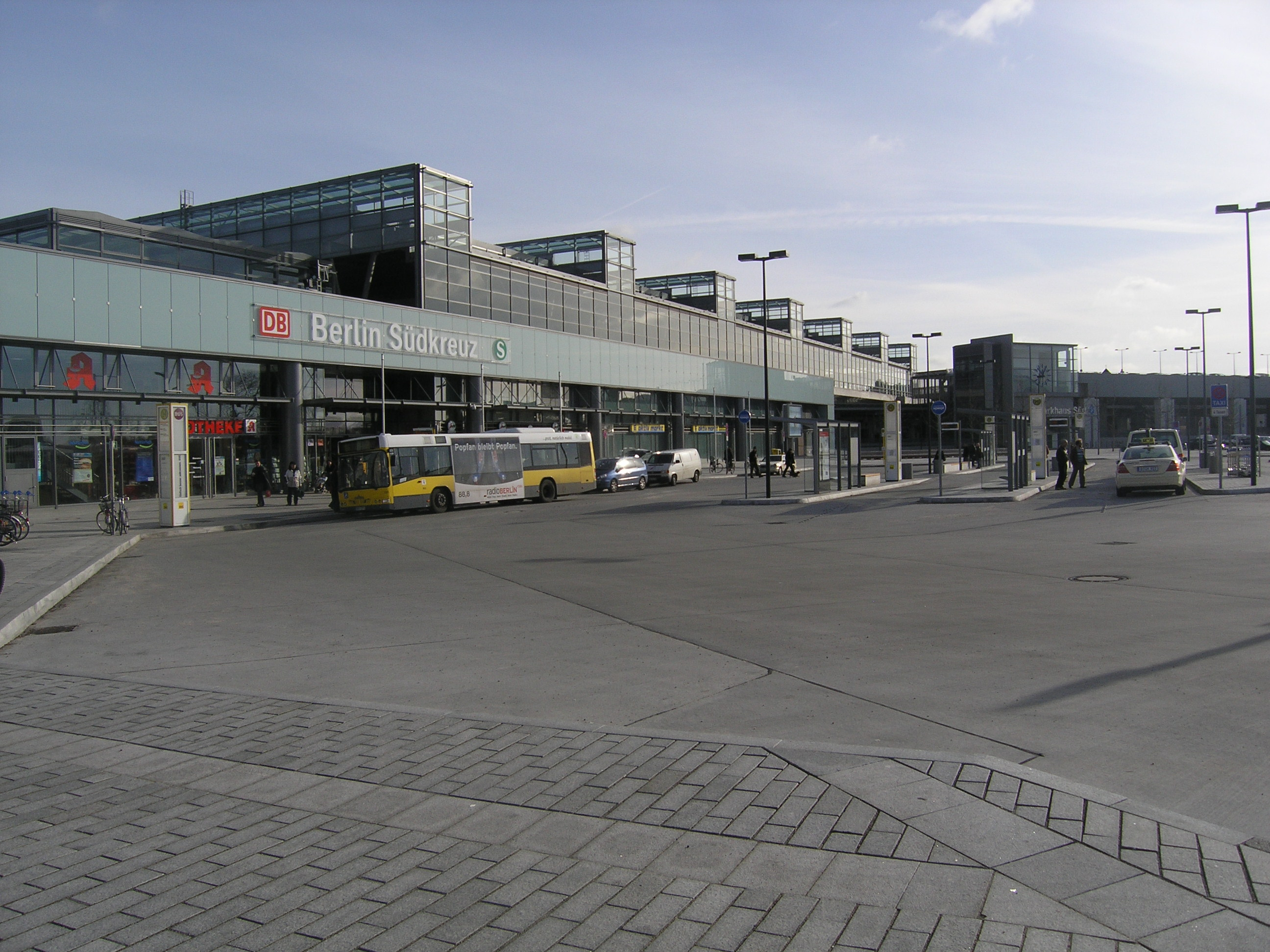
Entrée ouest de la gare.

La Südkreuz constitue un des nœuds du réseau du S-Bahn berlinois reliant la boucle berlinoise (la « tête de chien » du Ringbahn) sur le niveau supérieur de la gare à l'axe nord-sud au niveau inférieur. Les voies du Ringbahn d'est en ouest, dédié aux lignes 41 et 42 du S-Bahn, passent sur un viaduc comportent deux voies et un large quai central couvert. L'axe nord-sud, qui passe au-dessous, comporte huit voies dont deux pour les lignes S2, S25 et S26 du S-Bahn.
Des lignes nationales relient également, à partir de trois plates-formes, à Halle-sur-Saale, Leipzig et Munich, à Dresde, Prague, Vienne et Budapest ainsi que, au nord, de Berlin à Stralsund et à Hambourg, Kiel ou encore à Westerland. Il existe aussi une liaison nocturne (Nightjet) Paris – Berlin, qui dessert la gare.

### Liaisons nationales et internationales
| Ligne  | Villes étapes |
| ------ | --- |
| ICE 11 | Hambourg – Gare centrale de Berlin – Berlin Südkreuz – Leipzig – Erfurt – Francfort-sur-le-Main – Stuttgart – Munich        |
| ICE 15 | Francfort-sur-le-Main – Erfurt – Halle-sur-Saale – Berlin Südkreuz – Gare centrale de Berlin – Stralsund                    |
| ICE 18 | Hambourg – Gare centrale de Berlin – Berlin Südkreuz – Halle-sur-Saale – Erfurt – Nuremberg – Ingolstadt/Augsbourg – Munich |
| ICE 28 | Hambourg / Rostock / Stralsund – Gare centrale de Berlin – Berlin Südkreuz – Halle-sur-Saale – Erfurt – Nuremberg – Munich  |
| ICE 29 | Gare centrale de Berlin – Berlin Südkreuz – Leipzig – Nuremberg – Munich                                                    |
| IC 28  | Berlin Südkreuz – Gare centrale de Berlin – Berlin Gesundbrunnen – Stralsund / Rostock                                      |
| IC 32  | Gare centrale de Berlin – Berlin Südkreuz – Dresde                                                                          |
| IC 50  | Gare centrale de Berlin – Berlin Südkreuz – Halle-sur-Saale – Leipzig – Erfurt – Francfort-sur-le-Main                      |
| EC 27  | Hambourg – Gare centrale de Berlin – Berlin Südkreuz – Dresde – Prague                                                      |

| Origine                     | Arrêt précédent     | Train | Train | Train | Arrêt suivant | Destination |
| --------------------------- | ------------------- | ----- | ----- | ----- | ------------- | ----------- |
| Paris-Est ou Bruxelles-Midi | Halle-sur-Saale Hbf |       | NJ    |       | Berlin Hbf    | Berlin Hbf  |

### Liaisons régionales
| Ligne | Villes étapes |
| RE 3  | Schwedt-sur-Oder / Stralsund – Bernau bei Berlin – Gare centrale de Berlin – Berlin Südkreuz - Zossen – Elsterwerda                   |
| RE 4  | Wismar – Wittenberge – Berlin-Spandau – Berlin Jungfernheide – Gare centrale de Berlin – Berlin Südkreuz - Ludwigsfelde – Luckenwalde |
| RE 5  | Stralsund / Rostock – Oranienbourg – Gare centrale de Berlin - Berlin Südkreuz – Ludwigsfelde – Wittemberg                            |
| RB 10 | Berlin Südkreuz – Berlin Potsdamer Platz – Gare centrale de Berlin - Berlin Jungfernheide – Berlin-Spandau – Falkensee – Nauen        |
| ----- | --- |